# Étang des Essarts
Pour les articles homonymes, voir Les Essarts.
L'étang des Essarts est un étang français à Saint-Michel-en-Brenne, dans l'Indre.
Protégé au sein de la réserve naturelle nationale de Chérine, dans le parc naturel régional de la Brenne, il constitue un site d'observation des oiseaux et est d'ailleurs équipé d'un observatoire ornithologique, l'observatoire de l'étang des Essarts.